# Anel adélico
Em Matemática e em teoria dos números, anel adélico (ou anel dos adeles) é um anel topológico que contém corpos comutativos dos números racionais (ou, mais amplamente, um corpo de números algébricos), construídos com todas as terminações dos corpos.
A palavra adele (em francês adèle) é uma abreviação para "idele aditivo" (em francês "idèle additif") — o fato de também ser um prenome feminino é típico dos bourbakistas. Os adeles foram chamados de vetores de valoração ou distribuições antes de 1950.